# Бетонкур Сен Панкрас
Бетонкур Сен Панкрас (фр. Betoncourt-Saint-Pancras) насеље је и општина у источној Француској у региону Франш-Конте, у департману Горња Саона која припада префектури Лир.
По подацима из 2011. године у општини је живело 53 становника, а густина насељености је износила 8,35 становника/km². Општина се простире на површини од 6,35 km². Налази се на средњој надморској висини од 304 метара (максималној 337 m, а минималној 238 m).

## Демографија
| 1962. | 1968. | 1975. | 1982. | 1990. | 1999. | 2011. |
| ----- | ----- | ----- | ----- | ----- | ----- | ----- |
| 56    | 60    | 50    | 49    | 50    | 67    | 53    |

График промене броја становника у току последњих година